# كي. تيمبست برادفورد
كي. تيمبست برادفورد (بالإنجليزية: K. Tempest Bradford)‏ (19 أبريل 1978، سينسيناتي في الولايات المتحدة)؛صحفية وروائية أمريكية. درست في جامعة نيويورك.